# تپه قلاجوقه ۱۰۸ - k
تپه قلاجوقه ۱۰۸ - k مربوط به دوره ساسانیان - دوران‌های تاریخی پس از اسلام است و در شهرستان کنگاور، روستای هفت خانی واقع شده و این اثر در تاریخ ۱۰ دی ۱۳۸۱ با شمارهٔ ثبت ۶۶۳۹ به‌عنوان یکی از آثار ملی ایران به ثبت رسیده است.